# Terremoto de Valdivia de 1837
El Terremoto de Valdivia de 1837 fue un terremoto de magnitud 8,0 en la escala de Richter que azotó a la ciudad de Valdivia el día 7 de noviembre de  1837. Con calidad de terremoto fue percibido desde la Región del Biobío, hasta la Región de Los Lagos.

El gran terremoto que ha experimentado en este pueblo en la mañana de este día, se puede asegurar que sea el mayor de los hasta aquí acontecidos ya que con dificultad podía un hombre sostenerse en pie. Las dos únicas iglesias que había en este pueblo, y todos los edificios fiscales se han arruinado completamente; y si no les han cabido igual suerte a las demás casas de esta población ha contribuido sin duda la circunstancia de ser ellas de madera (...) al saber que no ha perecido una sola persona
Comunicado del Intendente de Valdivia, Isidro Vergara al Intendente de Concepción, Manuel Bulnes

"Eran las 7 de la mañana del 7 de noviembre de 1837 cuando una ruptura tectónica se desató a 80 km bajo los pies de los valdivianos (en el paralelo 39) y que abarcó toda la zona centro sur y una hora más tarde se produjo otro movimiento oscilante que provocó un maremoto en las zonas costeras del océano Pacífico. Lo curioso es que este terremoto también produjo un maremoto que afectó la isla de Hawaii y mató a 58 personas, a Samoa y el archipiélago de Tuamotu en la Polinesia francesa de aquellos años. Asimismo, hay antecedentes de que en ese 1837, en Japón, el tsunami inundó los campos de arroz, destruyó las trampas de salmón e irrumpió en estanques de evaporación de sal, lo que provocó importantes pérdidas económicas."1837: El otro gran terremoto del Sur
En Chile el terremoto se sintió en Concepción (que aún no se recuperaba del terremoto de 1835), Valdivia y Ancud, pero también fue sentido por barcos balleneros que maniobraron en la isla Guafo y el archipiélago de Chonos. 
Se estima que las muertes alcanzaron a 12 personas. El hecho que en Valdivia exista una gran cantidad de bosques significa que en la construcción de las casas prevalece este material y no el adobe que se usa en la zona central de Chile lo que significa menor cantidad de fallecidos en los terremotos (sin maremoto).